# Epanusia xerophila
Epanusia xerophila är en stekelart som först beskrevs av Charles Thomas Brues 1906.  Epanusia xerophila ingår i släktet Epanusia och familjen sköldlussteklar. Inga underarter finns listade i Catalogue of Life.